# Histoire de la nationalité taïwanaise
Taïwan n'a jamais été un pays à part entière. Pourtant l'histoire de l'évolution de sa nationalité a été marquée par de nombreux changements radicaux. Une nationalité proprement « taïwanaise » n'a commencé à émerger que dans les années 1990, même si plusieurs pratiques de la nationalité se sont succédé avant cela. La formation d'une nationalité et d'une citoyenneté propres ont été permises grâce aux outils légaux et politiques que sont la constitution et la progression vers la démocratie.

## La nationalité taïwanaise aujourd'hui
Taïwan n'est pas un pays reconnu comme tel par les Nations unies ou les États-Unis. Pourtant, Taïwan se nomme officiellement République de Chine, a sa propre nationalité et octroie des passeports indépendants de ceux de la République populaire de Chine.
Pour recevoir un passeport de la République de Chine, il faut être un citoyen taïwanais, c'est-à-dire être né à Taïwan ou avoir au moins un parent de nationalité taïwanaise. Pour les personnes venant de la République populaire de Chine, il est possible, selon l'Article 18 du code de procédure d'obtention d'un passeport, d'obtenir un passeport taïwanais. Pour cela, il faut que la personne vive hors de la Chine continentale depuis plus de quatre ans ou qu'elle ait obtenu le statut de résidence permanente à l'étranger depuis plus de deux ans ou qu'elle soit mariée à un citoyen taïwanais depuis plus de deux ans ou, enfin qu'elle ait un enfant avec un citoyen taïwanais. Pour les citoyens taïwanais même, certaines restrictions s'appliquent aussi. Comme le service militaire est obligatoire entre 19 et 35 ans pour 14 mois (depuis juillet 2007, va être raccourci à 12 mois en 2008), certaines restrictions s'appliquent pour les jeunes hommes ne l'ayant pas encore fait. Par exemple, selon l'Article 20, un jeune homme à la veille d'être en âge pour le service militaire ne peut avoir un passeport valide que pour moins de trois ans. Plus d'information sur les procédures à suivre pour obtenir un passeport de la République de Chine voir le site officiel du Bureau des Affaires Consulaires de la République de Chine: 

## Composition de la population de Taïwan et la question de l'identité
Population totale : 23,595,274 (estimations 2024)
Répartition de la population: 
- Taïwanais (incluant Hakkas) : 84 %
- Chinois : 14 %
- Aborigènes : 2 %

La question fondamentale qui alimente encore aujourd'hui les débats politiques à Taïwan concerne l'identité des Taïwanais. Comment se perçoivent-ils ? Quelle est leur statut par rapport au reste de la Chine ?
Le groupe ethnique le plus important de la Taïwan est composé de Chinois Han. Ce groupe a un sens défini de son identité et de la signification politique de cette identité : ils se voient comme faisant partie de la « Nation Chinoise » et est proche du Kuomintang. Néanmoins, certains de ces Taïwanais, tout en reconnaissant leur ascendance chinoise, se considèrent néanmoins comme faisant partie de la nation de Taïwan. Il y a en outre les Taïwanais qui s'identifient comme Chinois mais qui n'aiment pas le Parti Populaire de la République de Chine. Enfin, quelques Taïwanais ne se sentent ni Taïwanais, ni Chinois mais plutôt déracinés.
Parmi les Hans on distingue parfois les Hakkas qui parlent leur propre langue de la famille des langues chinoises. En juin 2001, le gouvernement créa le Conseil des Affaires Hakka afin de revitaliser cette culture. En 2003, les Hakkas ont donc pu jouir d'une chaîne de télévision diffusé dans leur langue, ce qui n'est qu'un exemple parmi d'autres de l'intégration de ce groupe dans la société taïwanaise.
Le dernier groupe ethnique est composé des Aborigènes austronésiens. Ils étaient les premiers habitants de l'île de Taïwan. Ces aborigènes constituent maintenant 2 % de la population. L'Alliance des Aborigènes de Taïwan (AAT) a été formée en 1984 en vue de défendre les droits de la communauté. En 1995, Yi-chiang et un autre leader du groupe AAT furent jetés en prison pour avoir tenté de sensibiliser la population aux enjeux des aborigènes. La situation entre le gouvernement taïwanais et les aborigènes semble toujours dans une impasse à ce jour.

## La nationalité taïwanaise avant 1895
Il est difficile de savoir si, avant que la Chine prenne un contrôle direct de Taïwan en 1683, les habitants de l'île de Taïwan formaient une nation. Le concept de nationalité semble avoir évolué à Taïwan au fur et à mesure que la Chine intégra l'île et ses habitants dans sa sphère politique et culturelle. Cela dit, la formation d'une nationalité chinoise à Taïwan se fit au détriment de certains groupes de la population, comme les aborigènes qui furent rapidement exclus de la société, ils durent migrer ou s’assimiler.
Dès le XVIe siècle, Taïwan fut ouvert au commerce avec les Hollandais, les Espagnols et les Chinois. Taïwan était peuplée d'environ 100 000 aborigènes, et du même nombre de Chinois Hans. L'île de Taïwan servait d'endroit de refuge pour les dissidents politiques Chinois ou simplement de port de commerce avec les Européens et donc, comme il a été dit plus haut, n'avait pas de statut de nationalité propre.
En 1683, Taïwan devint une préfecture de la province chinoise de Fukien, sous la dynastie Qing. Cela signifie que Taïwan n'était pas reconnue comme étant une province chinoise. L'île était ouverte au commerce avec la Chine et les étrangers mais ne serait plus terre d'accueil pour les dissidents. Sans donner un statut de citoyenneté pleine aux Taïwanais, le gouvernement chinois s'assurait tout de même de garder le contrôle de l'île.
La prise de pouvoir de la dynastie Qing favorisa le rapatriement de la majorité des Chinois vivant à Taïwan. Avant l'arrivée des Hollandais au début du XVIe siècle, beaucoup de guerres entre les villages aborigènes avaient lieu. Un nouveau système d'administration et de taxation fut mis en place par les Hollandais puis par Zheng Chenggong et ses descendants, premiers dirigeants chinois à Taïwan (1661-1683). Ce système fonctionnait très bien, alors les Qings n'avaient aucune envie de le changer : les aborigènes ne payaient donc pas beaucoup de taxes, en pratique. Rapidement, néanmoins, les responsables officiels commencèrent à s'inquiéter des abus infligés sur la population aborigène et de la corruption des contrôleurs de taxes. 
Avec l'arrivée massive de Chinois (dont les Hakkas venus du sud de la Chine à la fin du XVIIIe siècle), Taïwan développa une identité très liée à la Chine. Les Chinois avaient tendance à se regrouper selon les régions d'où ils venaient. L'organisation sociale était très proche de celle que l'on pouvait retrouver en Chine, avec ses mêmes lois et ses mêmes luttes ethniques. Taïwan n'obtiendra de statut au sein de la Chine Impériale qu'au XIXe siècle.
En 1884, Taïwan devient une province à part entière avec comme capitale Taipei et les habitants de l'île sont officiellement nommés sujets de l'Empereur de Chine. La forte population chinoise (dont les Hakkas) ne présente pas de problèmes d'assimilation mais il en est autrement pour les peuples aborigènes. Une campagne d'éducation des aborigènes fut mise en place. En 1887, Liu Mingchuan, le premier gouverneur de Taïwan (1884-1891) se targuait d'avoir transformé 88 000 aborigènes en « bons sujets loyaux de l'Empereur ». Cela grâce à l'apprentissage du mandarin, des classiques de Confucius, de la médecine chinoise et à un contrôle militaire des régions habitées par les aborigènes.
Jusqu'à la première des deux guerres sino-japonaises, en 1894, les Taïwanais étaient considérés de nationalité chinoise mais ce statut sera vite changé lorsque l'île passera aux mains des Japonais.

## Taïwan sous le contrôle Japonais (1895-1945)
En 1895, la Chine perd Taïwan en faveur des Japonais selon le traité de Shimonoseki qui met fin à la première des deux guerres sino-japonaises. Taïwan devient donc une colonie du Japon, colonie qui sera administrée différemment tout au long de ces 50 années. Ce qui marque cette période est le statut ambivalent donné à Taïwan : d'abord considérée comme n'étant qu'une simple colonie, l'île sera peu à peu assimilée à la culture du Japon.

### Répression militaire (1895-1918)
Durant cette période, le Japon assura le contrôle de Taïwan en s'imposant militairement. De dures répressions caractérisent la politique de contrôle militaire. Le massacre de Yulin et autres répressions militaires du début de l'occupation japonaise visaient surtout la population chinoise de Taïwan.
Néanmoins, dès 1915, la politique du Japon à l'égard de Taïwan s'adoucit. Le Japon veut en effet faire de Taïwan une extension du Japon et favorise une politique d'assimilation culturelle.

### Assimilation par l'éducation (1918-1937)
En 1919, une nouvelle définition officielle de l'assimilation est mise de l'avant par les Japonais, visant l'intégration des Taïwanais dans la vie coloniale sur une base égalitaire avec les Japonais. Cela dit, en pratique, les colonisateurs Japonais présents sur l'île n'appliquèrent jamais ces principes venant de l'autorité officielle et continuèrent à voir les Taïwanais assimilés comme étant inférieurs aux Japonais.
Le but du Japon était de s'assurer l'allégeance des Taïwanais à l'empire japonais et l'éducation en fut le moyen privilégié. En effet, par l'éducation, un nombre croissant d'enfants taïwanais furent en contact avec la langue et la culture japonaise. Dans les années 1920, à peu près un tiers de la population allait à l'école primaire (et plus de la moitié des garçons), ce qui fait que presque toute une génération fut éduquée à la façon japonaise. Avec le Gouverneur-Général de Taiwan Den Kenjiro (1855-1930), les études classiques chinoises furent complètement éradiquées du curriculum des écoles normales. Les classes plus élevées de la société, qui avaient accès à une éducation plus poussée, avaient maintenant droit à une éducation similaire à celle des Japonais. Cette assimilation culturelle transforma donc surtout les classes supérieures de la société puisqu'avoir une éducation japonaise devint le mot d'ordre pour accéder à la classe moyenne et supérieure.
Malgré l'efficacité de l'éducation comme moyen de transformer les Taïwanais en Japonais sur les classes sociales plus aisées, la plupart de la population continue de vivre à la campagne et garde ses pratiques qui datent d'avant l'occupation japonaise. L'ordre social est ainsi maintenu grâce à un ancien système de sécurité collective qui n'a rien à voir avec les méthodes japonaises.
Dans les années 1930, le processus d'assimilation par l'éducation s'accélère et les populations vivant à la campagne sont les plus visées. Toutefois, les paysans ne sont pas très réceptifs et restent attachés à leurs propres coutumes. Dans les centres urbain, par contre, l'acceptation des procédés de modernisation mis de l'avant par les Japonais est grande. Les enfants taïwanais apprennent donc à lire, parler et écrire en japonais si bien que la majorité se sentent eux-mêmes de nationalité japonaise.

### Naturalisation des Taïwanais (1937-1945)
Dès 1937, le Japon commence le processus de naturalisation des résidents de Taïwan. Comme il a été vu dans la section précédente, le Japon avait déjà commencé, dès les années 1920, une tactique d'assimilation culturelle par l'éducation. Cette assimilation avait surtout donné des résultats dans les classes sociales les mieux éduquées qui acceptèrent les piliers économiques, sociaux et politiques qui supportaient le colonialisme japonais. Le processus de naturalisation semble ainsi être la continuité des politiques déjà mises en place, politiques qui se voient, avec le début de la seconde guerre sino-japonaise (1937-1945), accélérées. Il est important pour les Japonais que les Taïwanais ne s'identifient pas avec les Chinois puisque maintenant le Japon est en conflit ouvert avec la Chine. Taïwan est vitale au Japon pour son agriculture. De simples colonisés, les Taïwanais vont maintenant avoir, en théorie, un statut égal à celui des Japonais. Les Taïwanais se voient donc forcés à adopter des noms japonais, à s'habiller à la façon japonaise, à manger la nourriture japonaise ainsi que d'adopter la religion japonaise.
Cette tentative de naturalisation, avortée en 1945 à cause de la défaite du Japon lors de la Seconde Guerre mondiale, semble avoir été imposée de l'extérieur, par le gouvernement japonais sur la population taïwanaise. Pourtant, certains faits montrent que l'acceptation des lois japonaises était assez répandue au sein de la population éduquée de Taïwan. En effet, même les groupes qui s'opposaient au contrôle japonais, comme la Nouvelle Société du Peuple qui devint très active dès 1920, articulaient leurs revendications selon la loi japonaise. En effet, il semble que les élites taïwanaises se voyaient comme des sujets de l'Empereur du Japon. Les activistes ne contestaient pas la présence japonaise mais demandaient simplement plus de droits pour les Taïwanais vu leur statut vis-à-vis de l'Empereur.
Après 1937, vu le changement de statut des Taïwanais, ils pouvaient donc servir dans l'armée japonaise. Pendant la guerre, entre 1937 et 1945, 200 000 Taïwanais ont combattu pour le Japon et 30 000 moururent. Encore un plus grand nombre de personnes fut employée pour travailler dans les industries reliées à l'effort de guerre japonais. Il y a eu très peu de sabotage militaire ou de rébellion et la population de Taïwan fut très surprise d'apprendre la défaite du Japon. Néanmoins, les Taïwanais accueillirent très positivement l'arrivée des troupes chinoises nationalistes (Kuomintang)le 25 octobre 1945, jour appelé de la Restauration.
La réponse positive à l'arrivée du Kuomintang à Taïwan fut de courte durée. Les élites taïwanaises, éduquées à la japonaise ainsi que le taux élevé d'alphabétisation de la population en général rendit la tâche ardue au parti nationaliste chinois. Le problème n'était pas tant que ces élites se voyaient encore comme étant Japonais, mais plutôt que la frustration d'avoir été considéré si longtemps comme étant que des citoyens de seconde zone par les Japonais avait créé un espoir d'être enfin reconnu par les Chinois, ce qui ne fut pas le cas. Peu de pouvoir fut accordé aux Taïwanais autant dans les industries que dans le gouvernement. Le type de gouvernance de Taïwan après la guerre fut donc très proche de celle menée par le Japon entre 1895 et 1945.

## Nationalité et constitution
Depuis 1947, l'Assemblée nationale, telle que formée par le Kuomintang, représentait chaque province de la Chine également, ce qui fait que Taïwan n'avait que le statut de simple province au sein de sa propre assemblée. Cette façon de fonctionner, qui a caractérisé le règne de Chiang Kai-shek et le statut international de Taïwan en tant que seule représentantes de la Chine à l'ONU jusqu'en 1971, est désuète à la fin des années 1980. Dans les années 1990, des changements majeurs dans la constitution s'imposent. 
En avril 1991, après d'importantes manifestations dans les rues de Taipei menées par les dirigeants du Parti Progressif Démocratique (PPD), l'Assemblée nationale se met elle-même hors de fonction et une nouvelle constitution est votée. L'Assemblée nationale ainsi que le Yuan Législatif sont repensées de fond en comble et leurs tailles diminue de moitié. Dorénavant, les 2/3 de chaque corps est composé de représentants élus par Taïwan et 1/3 est composé de représentants de la Chine. En effet, la loi de la République populaire de Chine stipule que les citoyens nés de parents chinois sont considérés comme citoyens chinois, peu importe où ils sont nés. Ainsi, la forte population Han de Taïwan, considérée par le gouvernement chinois comme ayant la nationalité chinoise, peut ainsi être aussi représentée. La nouvelle constitution a aussi aboli les Provisions Temporaires qui sont les droits dictatoriaux du Kuomintang en cas de crise ou de guerre.

### La Constitution de 1947
La constitution de Taïwan aujourd'hui a été créée le 25 décembre 1946 et mis en vigueur par la République de Chine (Taïwan) le 25 décembre 1947, avant que le gouvernement de Chiang Kai-shek se déplace à Taipei. La constitution se base sur les Trois principes du peuple de Sun Yat-sen et a comme base un gouvernement de cinq branches.
Voici quelques articles de la Constitution reliés à la nationalité :
- Article 3 : Les personnes ayant la nationalité de la République de Chine seront des citoyens de la République de Chine.
- Article 4 : Le territoire de la République de Chine dans ses frontières nationales ne doit pas être altéré sauf si telle est la décision de l'Assemblée Nationale.
- Article 5 : Les différents groupes ethniques de la République de Chine ont un statut égal[33].

La constitution de la République de Chine se base sur les principes égalitaires de la Constitution américaine. Les droits des citoyens sont les suivants : égalité, droit au travail, à la propriété privée et à quatre pouvoirs politiques, suffrage, rappel, initiative et référendum. En retour, les citoyens doivent payer des taxes et faire leur service militaire comme prévu par la loi, c'est-à-dire 19 mois entre l'âge de 19 et 35 ans. L'éducation est perçue à la fois comme un droit et comme un devoir. Chaque citoyen jouit en outre de la liberté personnelle, de parole, de mouvement, de résidence, d'association, de religion, de communication privée et d'assemblée. Les droits qui ne sont pas directement spécifiés par la constitution sont aussi protégés, aussi longtemps que l'individu ne contrevient pas à l'ordre public.
La constitution défend des valeurs de démocratie et d'égalité. Cependant, la guerre civile chinoise avait toujours lieu en Chine, opposant le Kuomintang et le Parti communiste chinois dirigé par Mao Zedong. La situation de crise que traversait le Kuomintang amena le parti à adopter, lors de l'Assemblée Nationale de mars 1948, quelques ajouts à la nouvelle constitution afin de donner plus de pouvoir au président. Ainsi, les Provisions Temporaires furent adoptées et permirent à certaines parties de la constitution d'être suspendues dès le 9 mai 1948. En 1949, le gouvernement du Kuomintang, ayant perdu la guerre civile, fut forcé de se déplacer à Taïwan où les Provisions Temporaires furent renforcées.

#### Les Provisions Temporaires et la Loi Martiale à Taïwan (1949-1987)
Les Provisions Temporaires permirent à Chiang Kai-shek d'adopter le Jie Yan Fa qui peut être traduit par « loi des mesures de vigilances » ou simplement par « loi martiale ». Le Jie Yan Fa fut adopté dans toute la Chine le 10 décembre 1948, à l'exception des provinces de Xinjiang, Xikang, Qinghai, Taïwan, Tibet. Cependant, dès le 19 mai 1949, la loi martiale fut aussi appliquée à Taïwan, la région entière ayant été proclamée en « État de siège » ou état d'urgence.
La loi martiale eut un impact direct sur la population et sur les pratiques de la citoyenneté telles que garanties par la constitution. En effet, les citoyens voient leur liberté personnelle restreinte car ils peuvent maintenant faire face à la cour martiale. De plus, la liberté de mouvement est réduite, surtout pour voyager outremer, et enfin les droits d'assemblée, la liberté de parole et de publication sont étroitement surveillés par le gouvernement.
Voici quelques détails de la Loi martiale (traduction libre de l'anglais) :
- Article 7 : Les problèmes administratifs et judiciaires locaux sont placés sous le contrôle du commandant militaire local, de qui les officiels administratifs et les juges sont responsables.
- Article 11: Le pouvoir militaire contrôle: associations, pétitions, la liberté de parole, enseignement, journaux et magazines, affiches, etc. Les activités religieuses sont restreintes et il est interdit de faire des manifestations[39].

La cour militaire revêt alors un côté éminemment politique. Avec la loi martiale, un système de dénonciation est mis en place : il est du devoir du citoyen de dénoncer toute personne commettant une offense politique. De plus, un système de responsabilité collective et de culpabilité par association est instauré, permettant au gouvernement d'établir un contrôle serré de la population. 
Les personnes appartenant aux catégories suivantes doivent avoir deux garants prêts à accepter des punitions sévères si la personne ne respecte pas les termes garantis, qui sont d'avoir des « pensées pures et correctes » :
- étudiants à la fin de l'école secondaire ;
- professeurs de tous les niveaux, dans toutes les écoles ;
- personnel militaire ;
- bureaucrates ;
- cols Blancs ;
- personne associée avec une quelconque organisation[40].

Si un citoyen est arrêté ou emprisonné pour offense politique, il ne sera pas relâché même s'il n'est pas trouvé coupable et il ne sera pas relâché au bout de sa peine en prison s'il n'arrive pas à trouver deux personnes garantes de sa bonne conduite future. De plus, l'entourage des personnes emprisonnées, famille et amis, sont tous considérés comme étant suspects et peuvent donc être soumis à divers harcèlement ou punition de la part du gouvernement. Leurs passeports et permis de sortie du pays se voient immédiatement révoqués.
En bref, on peut voir qu'avec la loi martiale la citoyenneté taïwanaise se définit plus par des restrictions que des droits. Néanmoins, en pratique, certains droits politiques fondamentaux sont maintenus, favorisant le développement de la démocratie. En effet, même si le Kuomintang est le seul parti à gouverner le pays jusqu'en 2000, les citoyens continuent à exercer leurs droits politique au niveau local. Ainsi, la population a pu, pendant la longue période du Jin Ya Fa, voter pour ses représentants au niveau de leur village, ville et même province. Ces élections locales ont permis à des partis d'opposition au Kuomintang de devenir de plus en plus forts. La formation du Parti Démocratique Progressiste en septembre 1986, né de cette opposition très forte au pouvoir, a forcé le Kuomintang à lever la loi martiale le 15 octobre 1986. Un an plus tard, la formation de nouveaux partis politiques était permise. Cela dit, les Provisions Temporaires sont toujours en vigueur même si la loi martiale ne l'est plus.
Après 1987, les relations avec la République populaire de Chine s'adoucissent, donnant plus de liberté de mouvement aux Taïwanais. En effet, toute communication, incluant le courrier et les voyages, était interdite entre Taïwan et la Chine, mais dès 1987 ces mesures sont relâchées.

### Progression vers la démocratie
La loi du 1er juillet 1987, nommée Loi sur la sécurité nationale en période de mobilisation pour la suppression de rébellions communistes réaffirme la levée de la loi martiale. Cependant, le gouvernement contrôle encore de près les frontières du territoire et les allées et venues des citoyens. Le droit d'assemblée est encore limité et ne doit pas aller à l'encontre de la constitution. Le 20 janvier 1988, cette même loi est changée, donnant plus de liberté aux citoyens quant au droit de se réunir.
Ce droit d'assemblée plus souple va permettre un mouvement étudiant d'une grande ampleur en 1990. En mars 1990, comme l'Assemblée Nationale voulait voter l'extension de la période au pouvoir des députés de 6 ans à 9 ans, les étudiants réagirent fortement. Les étudiants des universités de Taipei formèrent alors le plus grand mouvement de protestation d'étudiants du XXe siècle à Taïwan afin d'exiger la fin des Provisions temporaires. Le 21 mars, 6 000 étudiants commencèrent une grève de la faim, forçant le Kuomintang à réagir, ce qu'il fit, de pair avec le Parti démocratique progressiste et d'autres formations politiques. D'importantes réformes démocratiques furent annoncées le jour d'après à la nation entière par Lee Teng-hui.
Une série de conférences des Affaires Nationales sont mises sur pied, permettant à plus de 13 000 personnes de toutes les couches de la société de se faire entendre. Pour la première fois, des opinions divergentes avaient le droit d'être entendues, ce qui était un grand pas vers la démocratie. 
- Entre 1991 et 2000, six amendements seront faits à la constitution.

En avril 1991, un des points majeurs qui furent modifiés dans la constitution et qui concerne la citoyenneté a rapport à la citoyenneté des Chinois. Selon une rhétorique qui veut que tous les Chinois ont aidé à la révolution républicaine de Sun Yat-sen et donc que tous les Taïwanais nés de parents chinois, peu importe l'endroit où ils vivent ou de l'endroit où ils sont nés, sont citoyens de la République.
- En 1992 ont lieu les premières élections à plusieurs partis.
- L'amendement de 1994 permet au Président d'être élu par un vote direct de la population.
- Les élections de 2000 sont historiques puisque ce fut la fin de la dictature du Kuomintang à Taïwan[51].

### «Taïwanisation» de la nationalité taïwanaise
En 1989, Lee Teng-hui devient le premier président de la République de Chine d'origine taïwanaise. Il amorce ce que les experts nomment la « taïwanisation » du système politique, ce qui changea la conception de la nationalité taïwanaise.
Depuis 1947, le Kuomintang, au travers de l'éducation principalement, avait toujours essayé de rendre les Taïwanais citoyens de la République de Chine plutôt que citoyens de Taïwan. Ainsi, seul le mandarin était enseigné à l'école puisque c'était la langue officielle. Peu ou pas de cours d'histoire ou de géographie de Taïwan étaient enseignés. La « taïwanisation » se voit à l'œuvre lorsque par exemple, depuis 2002, l'ajout « émis à Taïwan » est mis sur les passeports de la République de Chine. Aussi, depuis 2002 la langue mandarine est légèrement romanisée afin de se détacher de la langue parlée en Chine même.
La « taïwanisation » concerne aussi l'armée et le gouvernement. 75 % des soldats de l'armée taïwanaise sont Taïwanais et pourtant seulement 17 % des généraux sont Taïwanais et 4,3 % des militaires ayant un rang supérieur à Lieutenant-Colonel sont Taïwanais en 1988.
La situation était la même pour ce qui est de la police et Lee Teng-hui commence à changer les choses dès 1988.
La nationalité à Taïwan change donc graduellement dans les années 1990. L'identification à la Chine promulguée par le Guomindang s'effrite pour laisser place à une nationalité proprement taïwanaise. Avec une citoyenneté plus forte, Taïwan est confrontée à de nouveaux enjeux. Ces enjeux concernent, bien sûr, celui de la globalisation puisque Taïwan a toujours voulu se tailler une place au niveau international. Mais c'est surtout au niveau de ses relations avec la République populaire de Chine que Taïwan modifie sa conception de citoyenneté. En effet, le retour de l'intérêt pour la culture même de Taïwan dans les années 1990 (dialectes locaux, art, histoire, géographie) permet une distanciation avec la Chine qui n'est plus qu'idéologique (communisme versus république). Les manuels scolaires des enfants taïwanais reflètent les changements de perception de la nationalité taïwanaise: 
- Le territoire géopolitique de le République de Chine ne comprend plus que l'île même de Taïwan dont le nom est maintenant « République de Chine à Taïwan ».
- La République de Chine n'est plus le bastion de la « vraie » Chine comme cela était défendu par le Kuomindang, mais la patrie des Taïwanais.
- Les Taïwanais ne sont plus que des gens partageant une vie commune, mais un peuple citoyen, peu importe leurs origines.
- Les Taïwanais sont maître de leurs propres passés et futurs, et ne sont plus sujets de puissances extérieures (comme les Japonais ou le Kuomindang) et se doivent de défendre Taïwan contre les menaces politiques ou militaires venues de l'extérieur.

### Sources
- Michel Mourre, Dictionnaire d'histoire universelle, 1981.
- Tian, Xiansheng. A Lesson to Learn: The Origins and Development of the Constitutional Reform in Taiwan, dans Taiwan in the Twenty-First Century New York: University Press of America, 2003.
- Peng, Ming-min. Political Offences in Taiwan: Laws and Problems, dans The China Quarterly 47 (Juillet-Septembre 1971): 471-493.
- Schoppa, Keith R. The Revolution and its Past: Identities and Change in Modern Chinese History. Upper Saddle River: Pearson Prentice Hall, 2006.
- Law, Wing-Wah. Globalization and Citizenship Education in Hong Kong and Taiwan, dans Comparative Education Review(Aout 2004):253-276.
- Rubinstein, Murray A., éditeur. Taiwan: A New History New York: M.E. Sharpe, 2007.
- Tsurumi, Patricia E. Education and assimilation in Taiwan under Japanese Rule, 1895-1945, dans Modern Asian Studies 13, no 4 (1979): 617-641.